# 奥托·冯·居里克

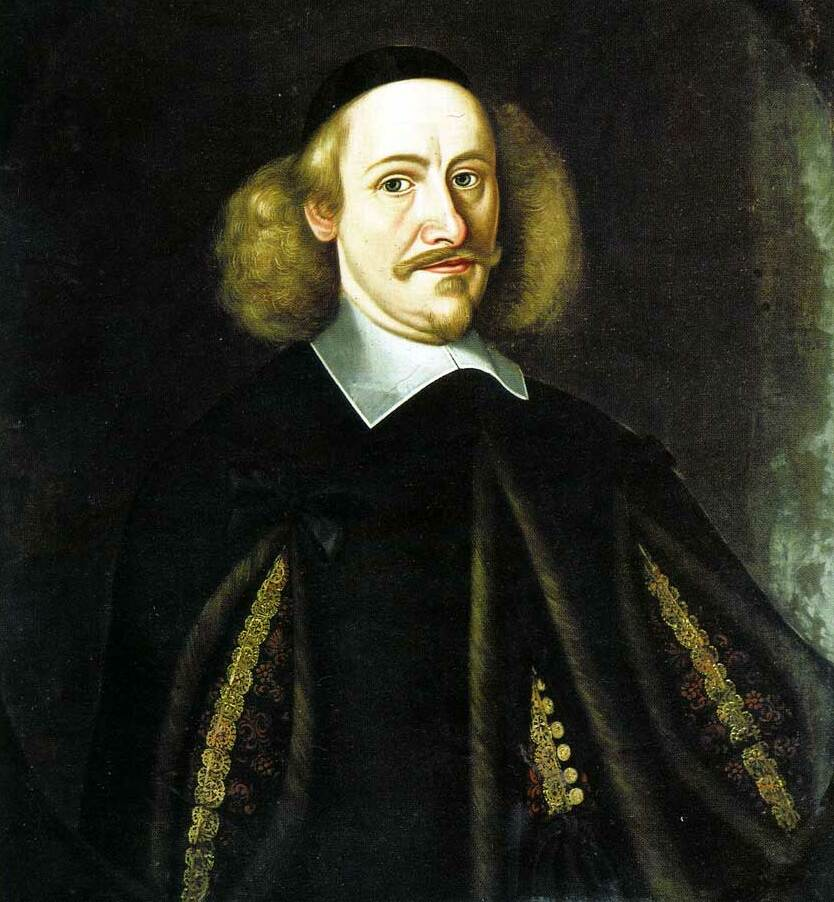
奥托·冯·居里克

奥托·冯·居里克（德語：Otto von Guericke，德語：[ˈʔɔto fɔn ˈɡeːʁɪkə]；1602年11月20日—1686年5月11日），德国物理学家、政治家，曾于1646年至1676年间任马德堡市市长。他于1650年发明了活塞式真空泵，并利用这一发明于1654年设计并进行了著名的马德堡半球实验，展示了大气压的大小并推翻了之前亚里士多德提出的“自然界厌恶真空”（即自然界不存在真空）的假说。